# Молдован, Леонте
Леонте Молдован (рум. Leonte Moldovan; 18 февраля 1865, Шинка-Веке, Австрийская империя — 18 сентября 1943, Фэгэраш, жудец Брашов, Королевство Румыния) — румынский политический и государственный деятель, юрист, редактор, журналист. Председатель Сената Румынии с февраля 1934 по ноябрь 1935 года. Примар г. Брэила (1922 по 1926).

## Биография
Изучал литературу и право в Бухарестском университете. Затем, с 1887 по 1903 год преподавал историю в г. Брэила, с 1903 года занимался адвокатской практикой.
Член Национал-либеральной партии Румынии. В 1912 году был избран сенатором, в 1914 году стал депутатом. После Первой мировой войны возглавлял отделение партии в г. Брэила. Был избран примаром (мэром) города. В 1933 году стал сенатором Румынии, с февраля 1934 по ноябрь 1935 года — Председатель Сената Румынии.
Позже был директором, владельцем и редактором журналов Lupta nacială, Orientarea и Vointa.